# 長淵線
長淵線（チャンヨンせん）は、朝鮮民主主義人民共和国黄海南道三泉郡にある水橋駅から長淵郡にある長淵駅までを結ぶ鉄道路線である。

## 路線データ
- 路線距離：水橋～長淵間17.7km
- 駅数：4（両端駅を含む）
- 軌間：1435mm
- 電化区間：なし
- 複線区間：なし

## 概要
日本統治時代に建設された長淵線を原型としている。

## 駅一覧
- 駅所在地は全線黄海南道内。

| 駅名            | 駅名            | 駅名            | 駅間キロ (km) | 水橋 からの 累計キロ (km) | 沙里院青年 からの 累計キロ (旧線) (km) | 接続路線             | 所在地 |
| 日本語          | 朝鮮語          | 英語            | 駅間キロ (km) | 水橋 からの 累計キロ (km) | 沙里院青年 からの 累計キロ (旧線) (km) | 接続路線             | 所在地 |
| --------------- | --------------- | --------------- | ------------- | ------------------------- | -------------------------------------- | -------------------- | ------ |
| 水橋駅          | 수교역          | Sugyo           | 0.0           | 0.0                       | 64.1                                   | 北朝鮮鉄道省：殷栗線 | 三泉郡 |
| 松禾温泉駅      | 송화온천역      | Songhwa Onch'ŏn | 4.7           | 4.7                       | 68.8                                   |                      | 松禾郡 |
| 楽淵駅 (楽山駅) | 락연역 (낙산역) | Ragyŏn (Naksan) | 5.6           | 10.3                      | 74.4                                   |                      | 長淵郡 |
| 長淵駅          | 장연역          | Changyŏn        | 7.4           | 17.7                      | 81.8                                   |                      | 長淵郡 |

### 廃駅
- 楽道駅(낙도역) - 楽淵駅と長淵駅との間に存在した。廃止当時は黄海南道長淵郡に位置していた。（水橋起点13.7km、沙里院青年起点77.8km）

## 参考資料
- 国分隼人（2007年）. 『将軍様の鉄道 北朝鮮鉄道事情』, 新潮社. ISBN 9784103037316